# Пожарный автомобиль порошкового тушения
Пожарный автомобиль порошкового тушения — пожарный автомобиль, оборудованный сосудом для хранения огнетушащего порошка, баллонами с газом или компрессорной установкой, лафетным и ручными стволами и предназначенный для доставки к месту пожара личного состава, пожарно-технического вооружения и оборудования и проведения действий по тушению пожара.
Пожарные автомобили порошкового тушения предназначен для тушения пожаров на предприятиях химической, нефтяной, газовой и нефтегазоперерабатывающей промышленности, электрических подстанциях и аэропортах.
Основой пожарного автомобиля является установка порошкового тушения, смонтированная на стандартном шасси грузового автомобиля, которая состоит из следующих составных частей: ёмкости для порошка, источника сжатого газа, системы соединяющих трубопроводов, запорной и регулирующей арматуры, лафетных и ручных стволов, контрольных приборов. На российских и советских автомобилях порошкового тушения источником сжатого газа являются, как правило, воздушные баллоны. В качестве рабочего газа для применяются находящиеся под давлением 150—200 ати азот или воздух, обеспечивающие стабильное
рабочее давление при любых колебаниях температуры. Углекислоту применять не рекомендуется, так как при выходе из баллона она может образовать снегообразную массу, создавая пробки. В присутствии щелочных металлов при температуре 700—800° С углекислота разлагается и вступает с ними в реакцию.:164
Резервуары малой ёмкости устанавливаются на автомобилях вертикально, а резервуары большой ёмкости — горизонтально или на
клонно под углом 6—10°. Резервуары наполняются порошком на 90—95% объёма с учётом расширения порошка.:164
В зависимости от способа подготовки порошка к транспортированию установки порошкового тушения, используемые на пожарных автомобилях, можно разделить на следующие типы:
- С псевдоожижением порошка и непрерывной подачей сжатого газа в сосуд через пористый элемент (аэроднище). Псевдоожижение порошка происходит при наборе давления в сосуде. В процессе выдачи порошка подача газа в сосуд возобновляется и происходит непрерывно. В качестве аэрирующих устройств используются пористые перегородки. Истечение порошковой аэросмеси из лафетных и ручных стволов происходит под постоянным давлением в сосуде[5].:313
- С псевдоожижением порошка и непрерывной подачей сжатого газа в сосуд через форсунки. По режиму введения газа в сосуд аналогичны системам с аэроднищем, отличаются только аэрирующими устройствами, представляющими собой форсунки. Форсуночный способ подачи газа в сосуд получил наиболее широкое распространение при создании пожарных автомобилей порошкового тушения[5].:313
- С совместным хранением порошка и сжатого газа в сосуде(установки закачного типа). Порошок и сжатый газ содержатся в одном сосуде под высоким давлением При работе порошковой установки истечение порошка происходит под переменным давлением[5].:313

## Модели пожарных автомобилей порошкового тушения
- Автомобиль порошкового тушения АП 500-20
  - тип шасси ГАЗ-33027
  - число мест боевого расчёта 3
  - масса вывозимого порошка, кг 500
  - максимальный расход через лафетный ствол, кг/с. 20
  - мощность двигателя, л. с. 95
  - масса полная, кг 3500
- Автомобиль порошкового тушения АП 1000-40
  - тип шасси ЗИЛ-4327
  - число мест боевого расчёта 3
  - масса вывозимого порошка, кг 1000
  - максимальный расход через лафетный ствол, кг/с. 40
  - мощность двигателя, л. с. 108,8
  - масса полная, кг 7250
- Автомобиль порошкового тушения АП 2000-60
  - тип шасси ЗИЛ-4334
  - число мест боевого расчёта 3
  - масса вывозимого порошка, кг 2000
  - максимальный расход через лафетный ствол, кг/с. 60
  - мощность двигателя, л. с. 170
  - масса полная, кг 10600
- Автомобиль порошкового тушения АП 4000-60
  - тип шасси КамАЗ 4310
  - число мест боевого расчёта 3
  - масса вывозимого порошка, кг 4000
  - максимальный расход через лафетный ствол, кг/с. 60
  - мощность двигателя, л. с. 220
  - масса полная, кг 14500
- Автомобиль порошкового тушения АП 5000-50(53215)
  - тип шасси КамАЗ 53215(6х4)
  - число мест боевого расчёта 3
  - масса вывозимого порошка, кг 5000
  - максимальный расход через лафетный ствол, кг/с. 50
  - тип пожарного насоса ПН-1200ЛА, ПН-40/УВ
  - масса полная, кг 18300
  - габаритные размеры, м 8,2х2,5х3,3[6]
- Автомобиль порошкового тушения АП-2(130) мод.148
  - тип шасси ЗИЛ-130
  - число мест боевого расчёта 3
  - масса вывозимого порошка, кг 2000[7]
- Автомобиль порошкового тушения АП-5(53213) мод. 196
  - тип шасси КамАЗ 53213
  - максимальный расход через лафетный ствол, кг/с. 50
  - число мест боевого расчёта 3
  - масса вывозимого порошка, кг 5500…6000
  - масса полная, кг 17500
  - габаритные размеры, м 8,6x2,5x3,325[8]